# 费莫罗
费莫罗（法語：Faymoreau，法語發音：[femɔʁo]）是法国卢瓦尔河地区大区旺代省的一个市镇，属于丰特奈勒孔特区。

## 地理
费莫罗（46°33'12"N, 0°37'40"W）面积10.99 平方千米，位于法国卢瓦尔河地区大区旺代省，该省份为法国西部沿海省份，北起大西洋卢瓦尔省和曼恩-卢瓦尔省，西临大西洋，南至滨海夏朗德省，东部及东南部与德塞夫勒省接壤。
与费莫罗接壤的市镇（或旧市镇、城区）包括：勒比索、圣迈克桑德伯涅、富赛-派雷、马里耶、皮德塞尔、圣伊莱尔德洛日。
费莫罗的时区为UTC+01:00、UTC+02:00（夏令时）。

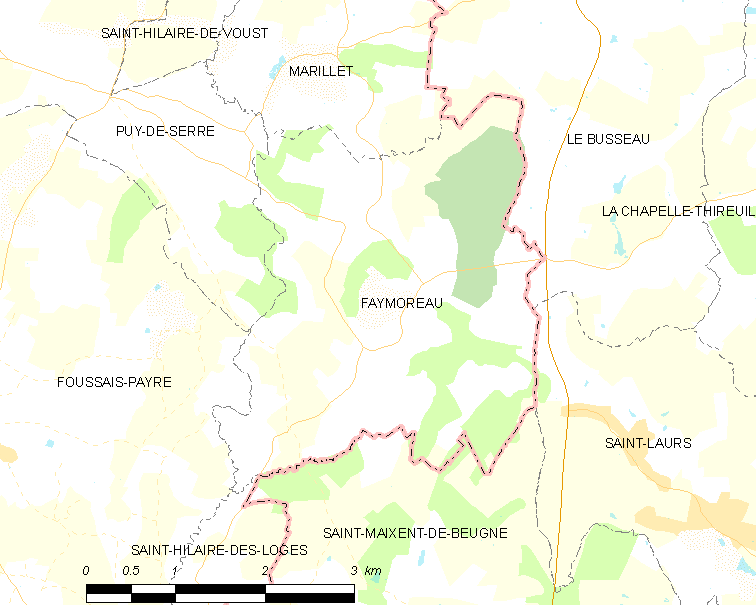
费莫罗的OSM定位图

## 行政
费莫罗的邮政编码为85240，INSEE市镇编码为85087。

## 政治
费莫罗所属的省级选区为丰特奈勒孔特县。

## 人口

1962-2008年间费莫罗人口变化图示

费莫罗于2022年1月1日时的人口数量为205人。